# 沙姆城堡
沙姆城堡（Sham Castle）是一座假城堡，位于英格兰西南部萨默塞特郡小镇克拉弗顿唐（Claverton Down），俯瞰巴斯市。这是一座 II*级 登录建筑。 这只是一面对景墙，在中央的尖拱门两侧，有两座 3 层的圆形炮塔，两端还有 2 层方形塔楼。
它可能是在1755年左右由桑德森·米勒设计，由石匠大师理查德·詹姆斯于1762年建造，用于改善拉尔夫·艾伦在巴斯的联排住宅的前景。
沙姆城堡现在在夜间进行照明。

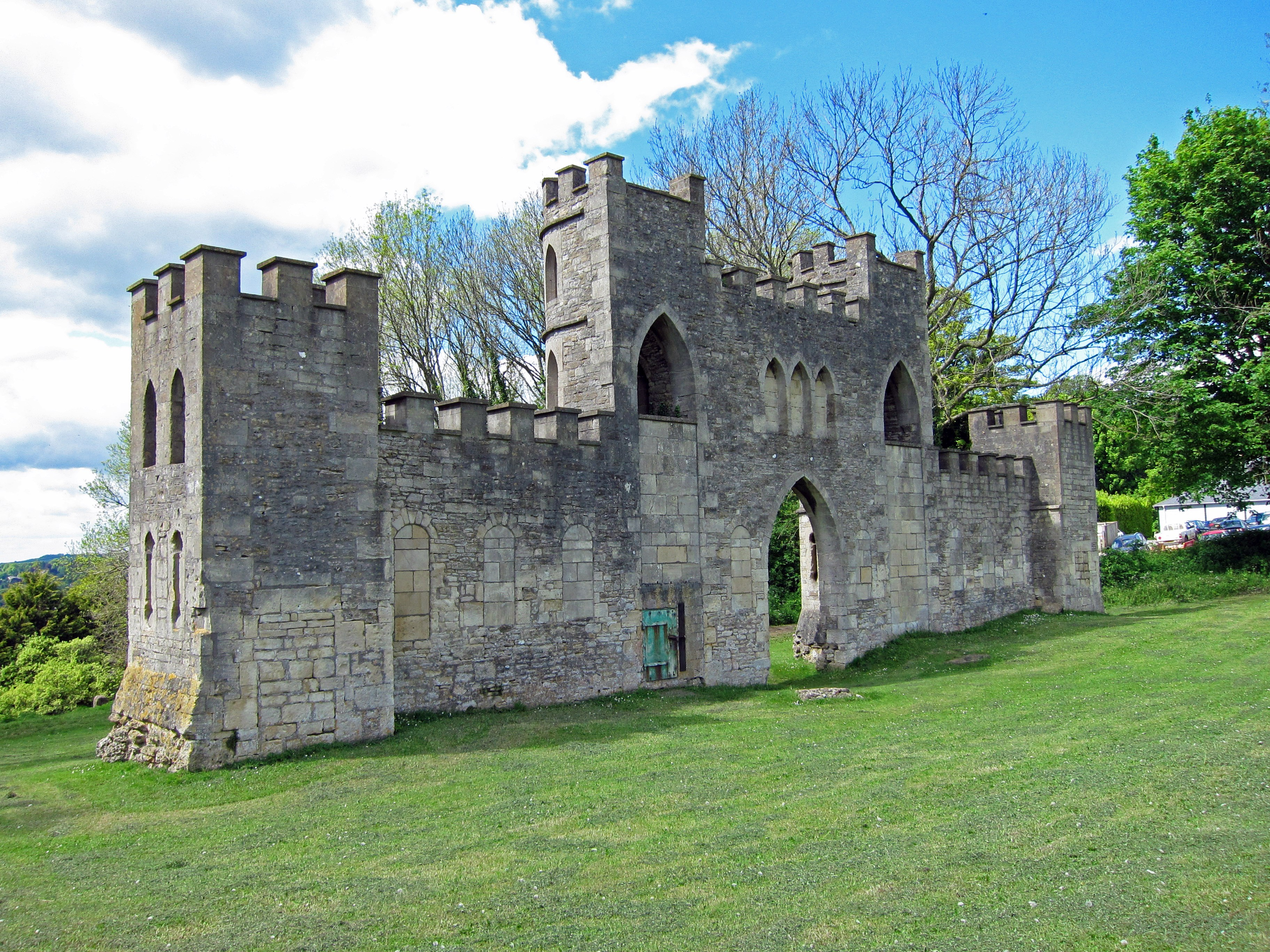
城堡后侧

在附近拉尔夫·艾伦的普赖尔公园景观花园，还有一座沙姆桥，同样是湖泊尽头的对景，看起来似乎是一座桥。与沙姆城堡一样，它的历史可追溯到18世纪中叶。
附近的另一个城堡是米德福德城堡（Midford Castle）。沙姆城堡是俯瞰巴斯的三个城堡之一，另外两座是贝克福德塔（Beckford's Tower）和布朗塔（Brown's Folly）。